# ファレンダー
ファレンダー (独: Vallendar)はドイツ連邦共和国 ラインラント＝プファルツ州マイエン＝コブレンツ郡にある市。ライン川の右岸、コブレンツの北東約4kmに位置している。
ファレンダー連合自治体 (独: Verbandsgemeinde Vallendar) の行政庁所在地である。

## 姉妹都市
- - セルシー＝ラ＝トゥール (Cercy-la-Tour)（フランス）
- - クランリー (Cranleigh)（イギリス）
- - ムルフ (Murów)（ポーランド）